# Ілетське сільське поселення
Іле́тське сільське поселення (рос. Алашайское сельское поселение) — муніципальне утворення у складі Параньгинського району Марій Ел, Росія. Адміністративний центр — село Ілеть.

## Населення
Населення — 496 осіб (2019, 586 у 2010, 763 у 2002).

## Склад
До складу поселення входять такі населені пункти:
| Населений пункт     | Населення, осіб (2002) | Населення, осіб (2010) |
| ------------------- | ---------------------- | ---------------------- |
| Бирюки, присілок    | 51                     | 39                     |
| Дубровка, присілок  | 42                     | 21                     |
| Ілетнур, присілок   | 50                     | 34                     |
| Ілеть, село         | 616                    | 492                    |
| Кішкинськ, присілок | 3                      | -                      |
| Ляжинськ, присілок  | 1                      | -                      |